# 東川岳

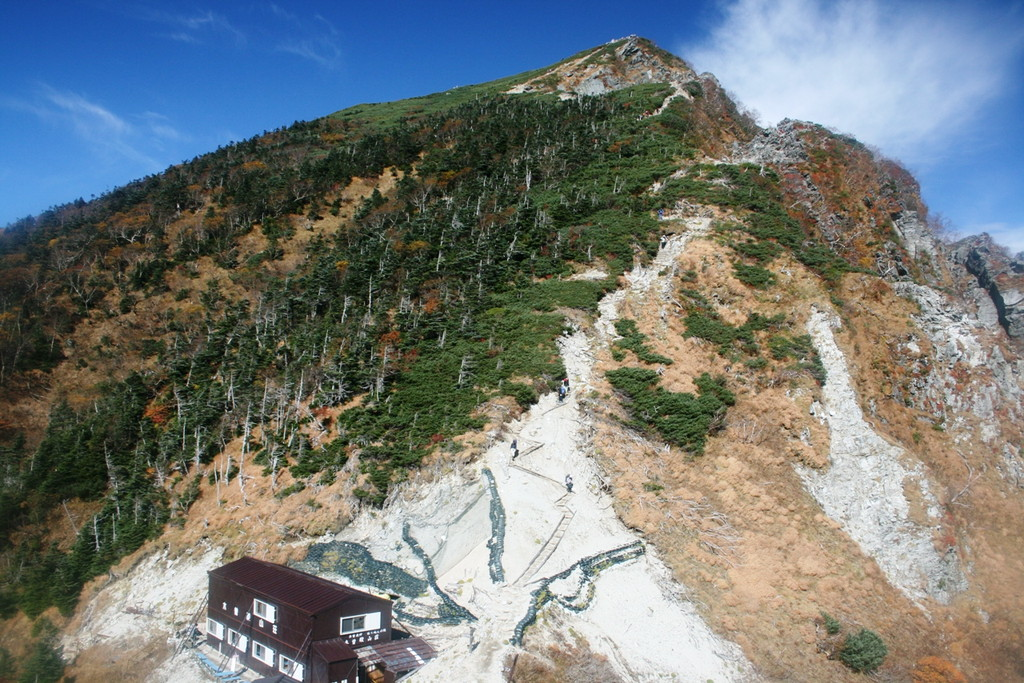
南側から見た東川岳。手前の山小屋は木曽殿越にある木曽殿山荘

東川岳（ひがしかわだけ 北緯35度43分32秒 東経137度48分20秒 / 北緯35.725546度 東経137.805505度）は長野県木曽郡大桑村と同県駒ヶ根市の境界にある標高2,671mの山。木曽山脈の主稜線上にある。

## 概要
山名は木曽川の支流で伊奈川の支流に東川と云う川があり因んで付いている。東川岳の東西は対処的に違い東側(伊那側は岩陵帯)、西側(木曽側は這松帯)となっている。
- 木曽殿越

東川岳と南側の空木岳の鞍部(コル)に「木曽殿越」と云う地名があり、平安時代の治承4年（1181年）に木曽義仲は中央アルプスを超え平家方の笠原平五頼直を破たっとの伝承がある。
木曽殿越から木曽側に少し下った処に木曽殿の力水(義仲の力水)と云われる水場がある。

## 周辺
- 熊沢岳
- 空木岳
- 木曽殿越
- 義仲の力水